# بركاتيل

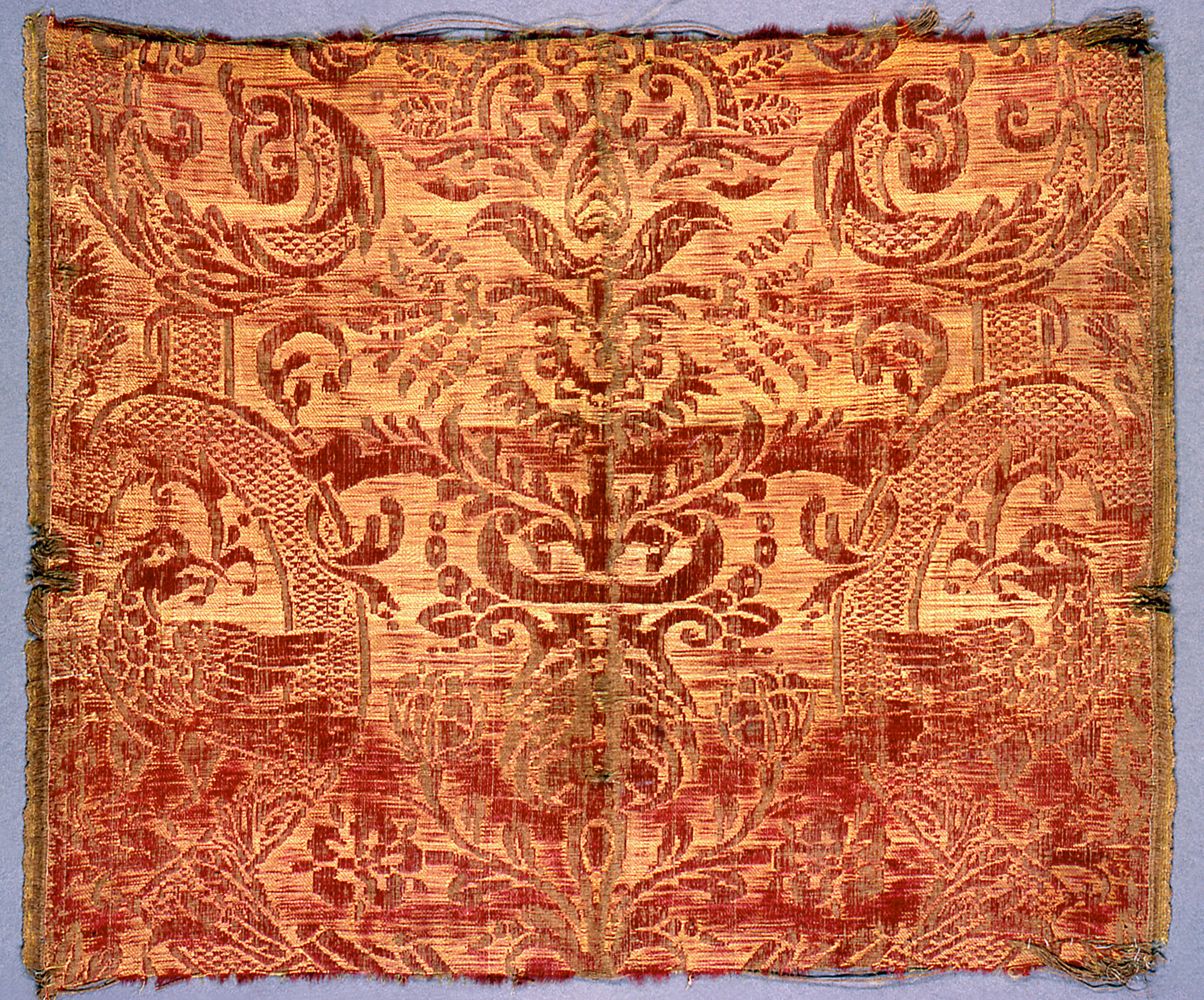
جزء نسيج بَركاتيل

البَرْكَاتيل هو نسيج غني بالحرير بتصميمات مقصبة ثقيلة. تتميز المادة بتأثيرات نسيج أطلس التي تبرز بشكل بارز في الاعوجاج على الأرض المسطحة. يُنتَج بنسج منسج جاكارد باستخدام الحرير أو الحرير الصناعي أو القطن أو العديد من الخيوط الاصطناعية.